# 瓶形碘泡虫
瓶形碘泡虫（学名：Myxobolus bottliformis）为碘泡科碘泡虫属的动物。在中国，分布于海南等，营寄生生活，寄生在条纹二须鲃的体表。